# 印度總統
印度共和國總統，是印度的國家元首，也是印度武裝部隊的最高統帥。印度總統由印度議會和印度各州和各直轄區的立法議會間接選舉產生，而各州和各直轄區的立法議會本身由直接選舉產生。儘管理論上總統擁有不少的權力，但實際上許多賦予總統的權力通常是由總理領導的部長會議行使。總統由國會及各邦立法機關經選舉產生的議員選出。每屆任期5年，無連任限制，然而通常只任一屆。

## 行政權力
根據印度憲法，當国家受到战争威胁、外部侵略或发生武装暴动时，印度总统有权宣布国家进入紧急状态。政府陷入瘫痪時，总统也可以履行政府首脑的职责。总统有权否决政府提出的法案，以及在大选后出现悬峙议会时指定政党组阁。總統可以任命在國會下議院（人民院）最有可能取得多數支持的人為總理，通常是多數黨或多數聯盟的領導人。然後總統按照總理的建議任命部長會議的其他成員。只要總統不反對，部長會議就可以一直掌權。實際上，部長會議必須取得國會下議院的支持。如果總統有意主動解散部長會議，就可能觸發憲政危機。所以實際上，只要部長會議能夠取得下院的多數支持，就不會被解散。總統負責任命許多官員，包括：
- 各邦總督
- 首席法官及最高法院和高等法院的其他法官
- 檢察總長
- 審計總長
- 總選舉專員及其他選舉專員
- 聯邦公共服務委員會主席及其他成員
- 駐外使節

總統通常是象徵性的虚位元首，亦是印度武裝部隊在法律上的總司令，其負責接收外國使節呈交的國書，簽署國會立法的法案使其生效，且能有限度地退回或擱置法案，在國會兩院其中一院休會時能夠決定頒布臨時性法律，有權赦免或減輕已定罪者的刑罰，特別是涉及死刑的案件。總統行使赦免或其它一些權力時，可以不考慮總理或下議院的意見，但在大多數的情況，總統通常得按照總理的意見行使權力。

印度总统旗，1950-1971，后废除

## 罷免
總統在任期間如有違反憲法，可被彈劾罷免。
罷免程序可在國會兩院的任何一院展開。首先在院內提出對總統的指控事項，該等指控事項會載入一份通告，如聯署的議員不少於該院議員總數的四分之一，該通告就會被送交總統。14日後，彈劾案就會被考慮。
彈劾總統的議案需要取得發起該議案的議院內全體議員的三分之二多數支持，方可在該院通過。一院通過的彈劾案會送交另一院。另一院調查已作出的指控，期間總統可通過獲授權的律師為自己辯護。如果另一院同樣以三分之二多數通過彈劾，總統即被成功彈劾，在議決之日出缺。除彈劾以外，總統的違憲行為不受其它方式處罰。
至今未有任何一位總統經歷過彈劾程序，因此以上條款未曾被考驗。

### 接替
當總統職位因去世、辭職或罷免等原因而出缺，印度憲法第65條規定由副總統代行總統職務。當新總統被選出及就職後，副總統恢复原有職務。總統如果因疾病或其它原因不能履行職務時，由副總統暫時代理總統職能直至總統返回辦公。
副總統擔任代總統或代理總統職能時，他擁有總統一切權力及豁免權，並可享有與總統相同的薪酬。

## 外部連結
- 官方網站（页面存档备份，存于）